# Чемпіонат Азії та Океанії з хокею із шайбою серед юніорів 1994
Чемпіонат Азії та Океанії з хокею із шайбою серед юніорів 1994 — 11-й розіграш чемпіонату Азії та Океанії з хокею серед юніорських команд. Чемпіонат приймала столиця Китаю Пекін. Турнір проходив з 20 по 26 березня 1994 року.

## Підсумкова таблиця
| М | Команда        | І | В | Н | П | ШЗ | ШП  | Різ  | О |
| - | -------------- | - | - | - | - | -- | --- | ---- | - |
|   | Казахстан      | 4 | 4 | 0 | 0 | 66 | 3   | +63  | 8 |
|   | Південна Корея | 4 | 2 | 1 | 1 | 42 | 16  | +26  | 5 |
|   | Японія         | 4 | 2 | 1 | 1 | 42 | 23  | +19  | 5 |
| 4 | КНР            | 4 | 1 | 0 | 3 | 26 | 20  | +6   | 2 |
| 5 | Австралія      | 4 | 0 | 0 | 4 | 0  | 114 | –114 | 0 |

Фейр-Плей здобула збірна Південної Кореї.

## Результати
- Японія 27 – 0  Австралія
- Південна Корея 5 – 3  КНР
- Казахстан 41 – 0  Австралія
- Японія 8 – 8  Південна Корея
- Австралія 0 – 28  Південна Корея
- КНР 1 – 9  Казахстан
- Казахстан 5 – 1  Південна Корея
- КНР 4 – 6  Японія
- Казахстан 11 – 1  Японія
- КНР 18 – 0  Австралія